# Bonifatius IV.
Bonifatius IV. (* unbekannt im Marsica; † 25. Mai 615 in Rom?) war Papst von 608 bis 615.

## Leben

### Herkunft und kirchliche Laufbahn
Bonifatius war Sohn eines Arztes. Er war Mönch im Benediktiner-Orden, jedoch ist über seine theologische Ausbildung nichts Weiteres bekannt. Er trat in die Dienste des Papstes und wurde von Papst Gregor I. in das Amt des Dispensators eingesetzt. 

### Pontifikat
Am 15. September (nach abweichender Angabe 25. August) 608 wurde Bonifatius Nachfolger des am 12. November 607 verstorbenen Papstes Bonifatius III. Seinen freundschaftlichen Beziehungen zum Kaiser Phokas des Oströmischen Reiches ist es zu verdanken, dass die Kirche das Pantheon, einen der Göttermutter Kybele und allen Göttern geweihten Rundbau, geschenkt bekam und es der Mutter Gottes und allen Märtyrern weihen konnte. Bonifatius ließ 28 Karren mit Gebeinen aus den Katakomben Roms in die neue Kirche bringen. Gleichzeitig stiftete er der Christenheit das Kirchenfest Allerheiligen.
Während seines Pontifikats bemühte sich Bonifatius um die Missionierung Englands und die Regulierung der dortigen kirchlichen Gebräuche. Gute Beziehungen unterhielt er außerdem auch zur gallischen Kirche.

## Gedenktag
Sein Gedenktag ist der 8. Mai.